# Marc Tremblay
Marc Tremblay, né le 20 novembre 1960 à Baie-comeau (Québec), est un compositeur de musique résidant à Matane, Québec.

## Biographie
Marc Tremblay a fait ses études en percussion au Conservatoire de Chicoutimi dans la classe d’André Morin puis, en écriture musicale et en musique électroacoustique au Conservatoire de Montréal dans les classes de Clermont Pépin, Jacques Faubert et Yves Daoust.
Bien que son travail soit principalement axé sur la composition de musiques électroacoustiques pour bande, il s’intéresse aussi à l’intégration de ce médium à des contextes mixtes, multidisciplinaires et environnementaux. À la fin des années 90, il s’intéresse à l’image et a travaillé avec entre autres avec le vidéaste Boris Firquet. Il se familiarise au montage et aux traitements d’images par ordinateur. Il compose aussi des musiques pour les cabarets et la pièce "Les 33 jours du Corbeau" du Théâtre des Grands Vents de Matane. Il réalise plusieurs courts métrages qui abordent différents thèmes comme l'incompréhension dans le couple ou encore le détournement des clichés cinématographiques dans le genre western. 
Il a composé deux œuvres vocales Chanson de Manant pour le choeur Vocalia de Matane et un Lux Aeterna (choeur, quatuor à cordes et orgue) pour le choeur de chambre de Rimouski. Il a amorcé depuis 2010 un cycle d'œuvres pour piano Extérieur nuit.
Puis il réalise au centre d'artistes Espace F en 2006 une installation vidéo «Installation domestique» qui présente des sons et des images du quotidien diffusés aléatoirement sur grand écran et un ensemble de haut-parleurs. Il a aussi réalisé des courts-métrages en collaboration avec le collectif de cinéastes matanais Vivier48 dont il fait partie. Avec ce même collectif deux œuvres naîtront : " Cadavre exquis " et " Hors-Saison " qui ont été présentées à Matane lors des éditions 2015 et 2017 du festival PHOS.  
Il a fait la conception sonore du projet (Dé-)mesure de la gravité du performeur Rodolphe-Yves Lapointe en 2018.  
Membre de l’ACREQ (Association pour la création et la recherche électroacoustiques du Québec) de 1991 à 1994, il a travaillé avec des improvisateurs comme Martin Tétreault et Michel Ratté. Il a reçu des bourses du Conseil des arts et des lettres du Québec (CALQ) et du Conseil des arts du Canada (CAC). Ses œuvres ont été diffusées en Europe, aux États-Unis, au Canada et ont été primées. Il a été invité à travailler dans des studios aussi bien à l’étranger qu’au pays (Bourges, Budapest, Québec…). Il a été président du centre d'artistes EspaceF de 2001 à 2009, organisme qui promeut la photographie, les arts médiatiques et les nouveaux médias. Il vit à Matane où il a enseigné la conception sonore et le tournage et montage vidéo au département Techniques d'intégration multimédia du Cégep de Matane de 2000 à 2022. Il a coordonné le festival PHOS pour l'édition 2017. 

## Discographie
- 1999 : -graffiti[3] (empreintes DIGITALes, IMED 9949, 1999)
- Prix international Noroit Léonce-Petitot (Prix Noroit, NOR 4, 1996)

## Liste d'œuvres
Musiques électroacoustiques
- L'argent… toujours l'argent! (1989-90)
- Conte sous la lune  (1991)
- «… Ceci est un message enregistré…» (1994)
- Résidus (clip dadaïste)  (1995)
- Cowboy Fiction (1998)
- Matane et ses sons (1998-99)
- Vroum (1997)
- Musique pour un appartement meublé (1999)

Autres musiques
- Guitare graffiti pour guitare électrique et bande (1994)
- Chanson de manant pour chœur et piano (texte : André Lavoie) (2007)
- Musiques des films "Poissons et Cabines de Johanne Fournier (2003 et 2007)
- Lux aeterna pour chœur, quatuor à cordes et orgue (2008)
- Extérieur nuit pour piano (en cours)
- Œuvre vocale pour 16 voix mixtes (en cours)